# Бутусовське сільське поселення
Буту́совське сільське поселення (рос. Бутусовское сельское поселение) — муніципальне утворення у складі Ішимського району Тюменської області, Росія.
Адміністративний центр — село Бутусово.

## Населення
Населення — 443 особи (2020; 497 у 2018, 629 у 2010, 842 у 2002).

## Склад
До складу поселення входять такі населені пункти:
| Населений пункт       | Населення, осіб (2002) | Населення, осіб (2010) |
| --------------------- | ---------------------- | ---------------------- |
| Борисовка, присілок   | 362                    | 272                    |
| Бутусово, село        | 472                    | 356                    |
| Новоказанка, присілок | 8                      | 1                      |